# Robert Renan
Robert Renan Alves Barbosa (Brasilia, 11 ottobre 2003) è un calciatore brasiliano, difensore dell'Al-Shabab, in prestito dallo Zenit San Pietroburgo, e della nazionale Under-20 brasiliana.

## Carriera

### Club
Cresciuto nel settore giovanile del Corinthians, il 23 dicembre 2021 firma il primo contratto professionistico con il Timão, valido fino al 2024. Ha esordito in Série A il 25 giugno 2022, nella partita pareggiata per 0-0 contro il Santos.
Nel gennaio 2023, Robert Renan si è unito allo Zenit, club della Premier Liga, un contratto di cinque anni.

### Nazionale

#### Nazionali giovanili
Nel dicembre del 2022, è stato incluso dal selezionatore Ramon Menezes nella lista dei convocati della nazionale Under-20 partecipante al Campionato sudamericano di calcio Under-20 2023 in Colombia, raggiungendo la vittoria finale.
Il 28 aprile 2023 viene convocato per il Mondiale di categoria in Argentina.

#### Nazionale maggiore
Il 3 marzo 2023 viene convocato per la prima volta dalla nazionale maggiore, rimanendo in panchina nell'amichevole persa 2-1 contro il Marocco.

## Statistiche

### Presenze e reti nei club
Statistiche aggiornate al 28 novembre 2022.
| Stagione        | Squadra         | Campionato      | Campionato | Campionato | Coppe nazionali | Coppe nazionali | Coppe nazionali | Coppe continentali | Coppe continentali | Coppe continentali | Altre coppe | Altre coppe | Altre coppe | Totale | Totale |
| Stagione        | Squadra         | Comp            | Pres       | Reti       | Comp            | Pres            | Reti            | Comp               | Pres               | Reti               | Comp        | Pres        | Reti        | Pres   | Reti   |
| --------------- | --------------- | --------------- | ---------- | ---------- | --------------- | --------------- | --------------- | ------------------ | ------------------ | ------------------ | ----------- | ----------- | ----------- | ------ | ------ |
| 2022            | Corinthians     | A+A1/SP         | 10+0       | 0          | CB              | 3               | 0               | CL                 | 0                  | 0                  | -           | -           | -           | 13     | 0      |
| Totale carriera | Totale carriera | Totale carriera | 10         | 0          |                 | 3               | 0               |                    | 0                  | 0                  |             | -           | -           | 13     | 0      |

## Palmarès

### Club

#### Competizioni nazionali
- Campionato russo: 1

Zenit: 2022-2023
- Supercoppa di Russia: 1

Zenit: 2023

### Nazionale
- Campionato sudamericano Under-20: 1

Colombia 2023